# Nyugat-Új-Guinea
Nyugat-Új-Guinea, helyi nevénː Pápua, Új-Guinea szigetének indonéz része. Mivel a szigetet is Pápuának nevezik, a régiót legtöbbször Nyugat-Pápua néven említik. Pápua Új-Guinea független államától nyugatra fekszik. A területet – Indonézia nagy részével szemben – Óceániához sorolják.
A helyi függetlenségi mozgalmak miatt a térség napjainkig vita tárgyát képezi Indonéziában. 1961-ben kiáltották ki a Nyugat–Pápua Köztársaságot, hivatalosan pedig 1969-ben lett a térség Indonézia része. Legutóbb 2019-ben történtek véres összetűzések. Az évtizedek óta zajló harcok a Nyugat-Pápua Egyesült Felszabadító Mozgalom szerint legalább 500 ezer pápuai életét követelték. A terület függetlenségét Vanuatu és a Salamon-szigetek támogatják, Pápua Új-Guinea viszont nem.
A területen nem egy, hanem több különféle függetlenségi mozgalom működik. Az egyik hagyományosan egy melanéz (pápua) állam megteremtésére törekszik, egy másik pedig az Indonéziából betelepültek függetlenségi mozgalma, amely két táborra oszlik: azokra, akik egy maláj-indonéz vezetésű Nyugat-Új-Guineát szeretnének és azokra, akik viszont a közösségüket a pápuáktól külön szakítva hoznának létre független államot.

## Neve
A hivatalos neve a történelem során többször változottː Holland Új-Guinea (1895–1962), Nyugat-Új-Guinea (1962–63), Nyugat-Irian (vagy Irian Barat) (1963–73), Irian Jaya (1973–2002), és Pápua (2002–napjainkig).

## Földrajz

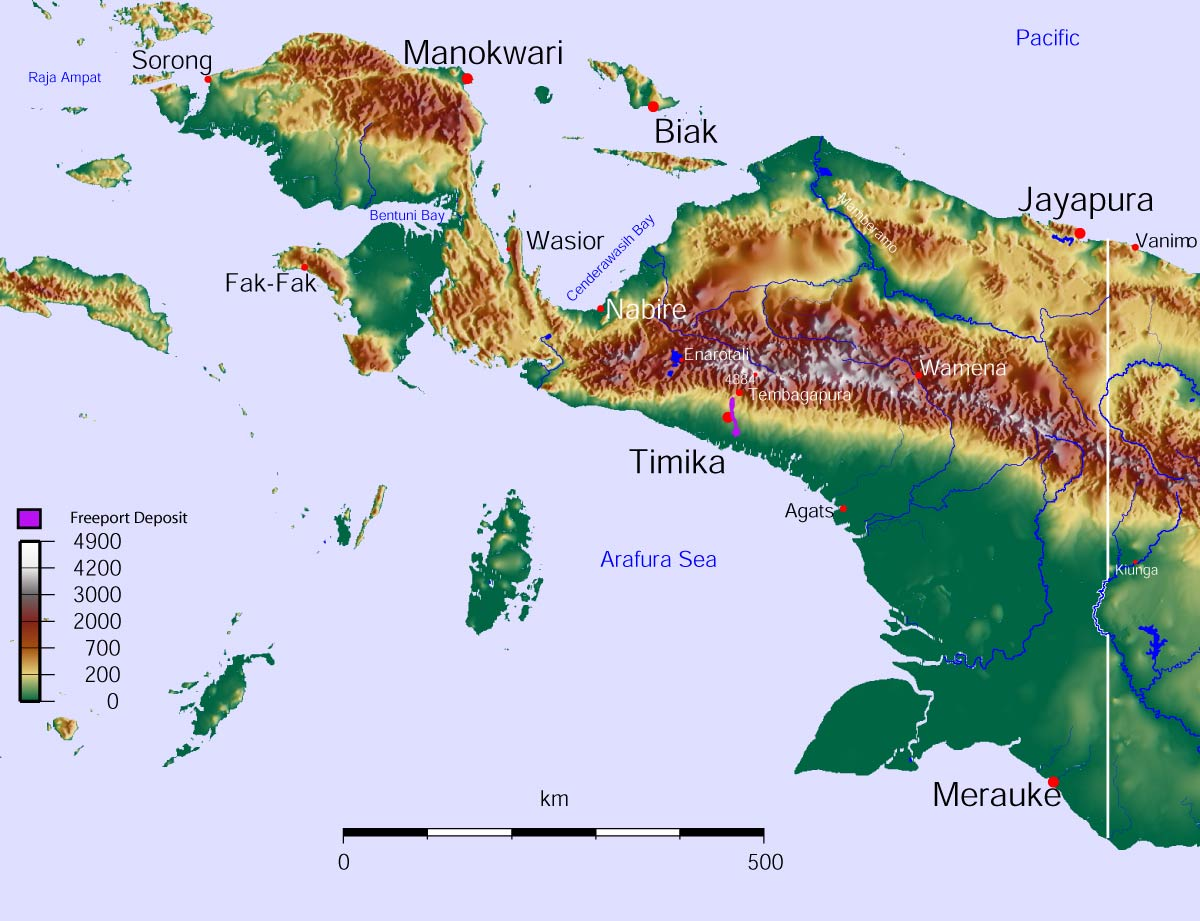
Domborzati térképe

### Természetföldrajz
A Németországnál nagyobb Nyugat-Új-Guinea partvidéke sok helyen mocsaras, belseje magas hegyvidék, 5000 métert megközelítő csúcsokkal. A legmagasabb pontja a Puncak Jaya (4884 m). A régió jelentős része trópusi esőerdőkkel fedett.
A fő gazdasági ágazatai a mezőgazdaság, halászat, kőolajkitermelés, bányászat: réz-, nikkel-, arany-, ezüstbányászat.
A legnagyobb folyóiː Mamberamo (1112 km), Digul (853 km), Wapoga (570 km) és Pulau (403 km).
Az éghajlata trópusi, illetve magas hegyvidéki. Az éves csapadékmennyiség 2000 és 10 000 mm között alakul.

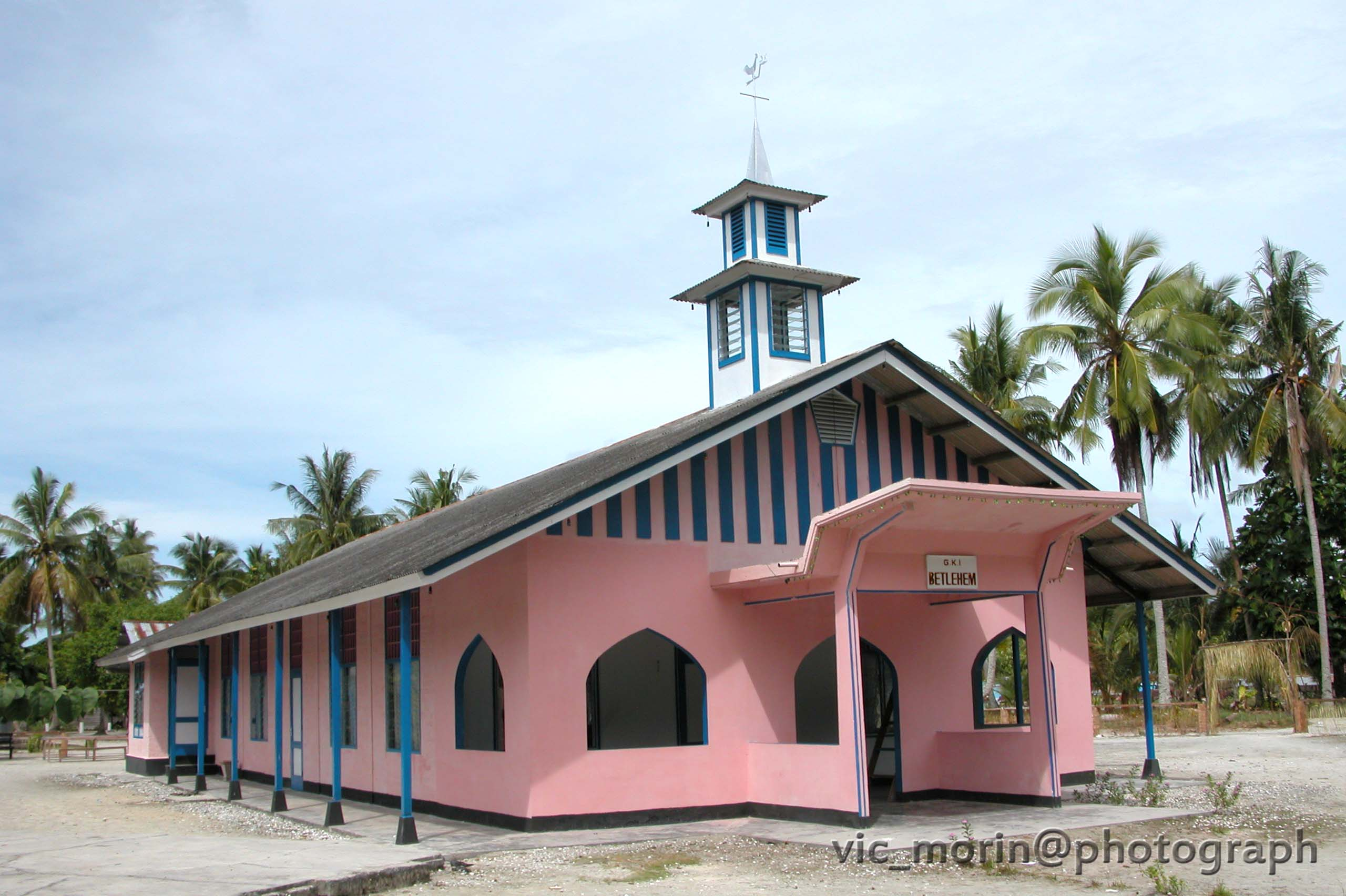
Egy keresztény templom Wundi-ban

### Társadalom
A legutóbbi, 2025-ös felmérések szerint lakossága 5,8 millió, népsűrűsége 16 fő/km². A lakosok zöme eredetileg melanéziai volt, de az áttelepítések miatt ma már az indonéz származásúak kerültek túlsúlyba. Vallásilag keresztények és muszlimok. A belső, főleg dzsungel és hegyek borította területen továbbra is a pápua őslakosság az uralkodó etnikum, míg az indonéz telepesek a partmenti régiókban vannak jelen. Jelentős a száma az indonéz-őslakos vegyesházasságokból származóknak, akik különálló csoportot alkotnak. Nagyon sok őslakos törzset és nyelvet fenyeget a teljes kihalás veszélye.
Több száz törzsi nyelvet beszélnek a régióban, ezek közül a legfontosabbak a dani, jali (jalè), ekari és a biak.
A legnagyobb város Jayapura az északi parton. További nagyobb településekː Biak, Sorong, Manokwari, Fakfak, Merauke, Timika, Kuala Kencana, Tembagapura, Wamena.

## Közigazgatás

Dél-Pápua
Délnyugat-Pápua
Közép-Pápua
Nyugat-Pápua
Pápua
Pápua-felföld

Nyugat-Új-Guinea korábban két tartományra (Pápua és Nyugat-Pápua) volt felosztva, azonban 2022-ben az indonéz parlament 4 új tartományt hozott létre a térségben. Ezeknek egy része egybeesik a helyiek hagyományos területeivel. A tartományok tovább osztódnak kormányzóságokra (kabupaten) és közigazgatásilag különálló városokra (kota), alacsonyabb szinten pedig kerületekre (kecamatan).
| Tartomány neve  | Fővárosa   | Terület (km²) | Népesség (2025) | Kormányzóság (kabupaten)                                                                | Város (kota) | Hagyományos terület                    |
| --------------- | ---------- | ------------- | --------------- | --------------------------------------------------------------------------------------- | ------------ | -------------------------------------- |
| Dél-Pápua       | Merauke    | 117 849,16    | 549 700         | Asmat Boven Digoel Mappi Merauke                                                        | -            | Anim Ha                                |
| Délnyugat-Pápua | Sorong     | 39 122,93     | 636 400         | Dél-Sorong Maybrat Raja Ampat Sorong Tambrauw                                           | Sorong       | Doberai fele                           |
| Közép-Pápua     | Nabire     | 61 072,92     | 1 492 300       | Deiyai Dogiyai Intan Jaya Mimika Nabire Paniai Puncak Puncak Jaya                       | -            | Mee Pago és Saireri egyes részei       |
| Nyugat-Pápua    | Manokwari  | 60 275,33     | 587 600         | Arfak-hegység Dél-Manokwari Fakfak Kaimana Manokwari Teluk Bintuni Teluk Wondama        | -            | Doberai maradék része és Bomberai      |
| Pápua           | Jayapura   | 82 680.95     | 1 073 600       | Biak-Numfor Jayapura Keerom Mamberamo Raya Sarmi Supiori Waropen Yapen-szigetek         | Jayapura     | Mamberamo-Tabi és Sairei maradék része |
| Pápua-felföld   | Jayawijaya | 51 213,34     | 1 484 900       | Jayawijaya Közép-Mamberamo Lanny Jaya Nduga Pegunungan Bintang Tolikara Yahukimo Yalimo | -            | Lano Pago                              |
| -               | -          | 412 214.63    | 5 824 500       | -                                                                                       | -            | Nyugat-Új-Guinea                       |

## Turizmus

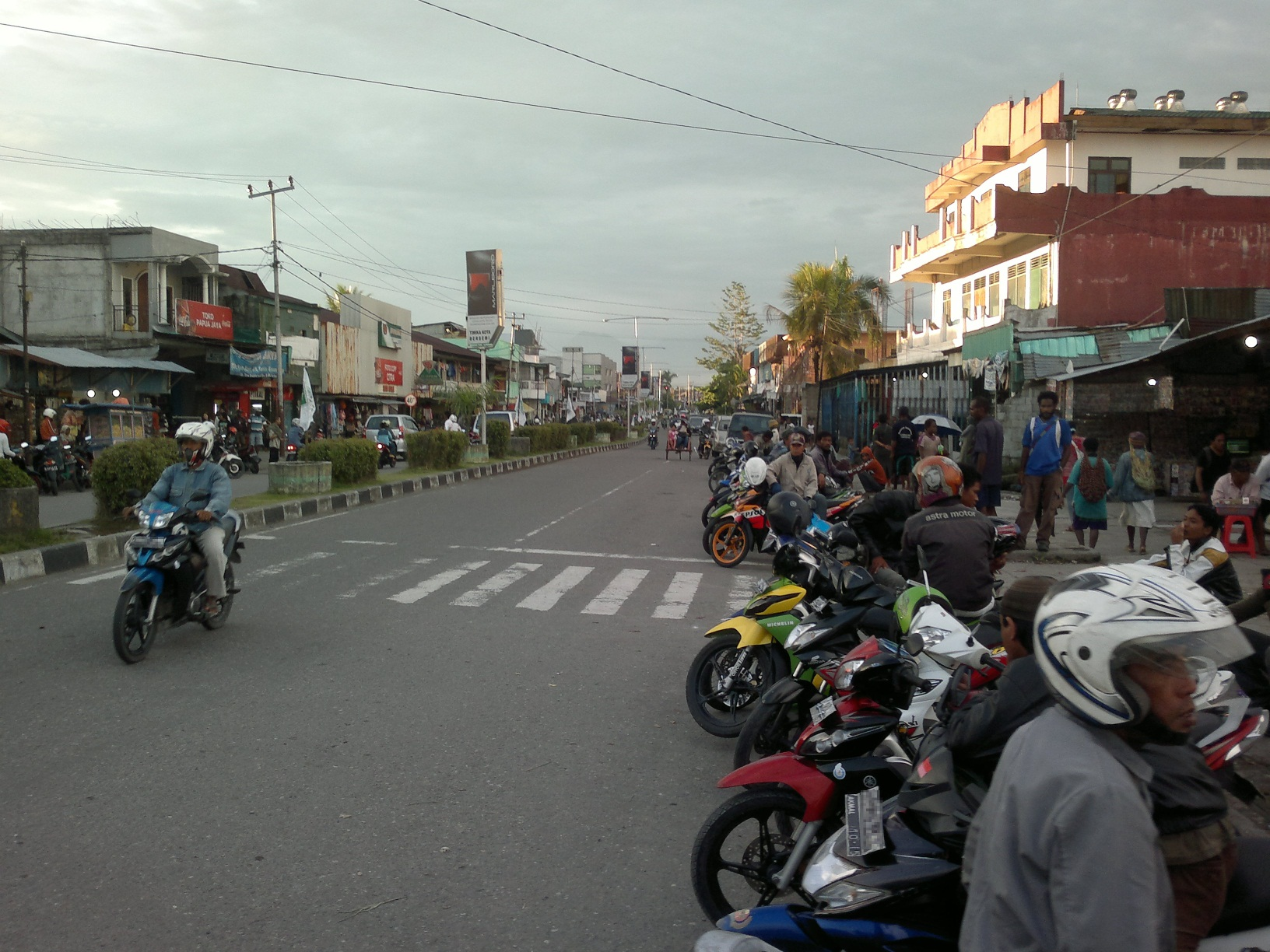
Utcakép, Timika

A Nyugat-Pápua Függetlenségi Mozgalom zászlaja

Külföldiek között népszerűek a búvármerülések, a madármegfigyelés, a sertésfesztiválok az őshonos törzseknél, a dzsungel-túrák és a hegymászás.
A beutazás szigorúan szabályozott. A turistáknak rendőri engedélyt kell kérniük (Surat Jalan) a belföldi célállomások meglátogatásához. Az út minden helyét pontosan be kell írni.
A malária kockázata magas.

## Fordítás
- Ez a szócikk részben vagy egészben  a   Western New Guinea című angol Wikipédia-szócikk fordításán alapul.  Az eredeti cikk szerkesztőit annak laptörténete sorolja fel. Ez a jelzés csupán a megfogalmazás eredetét és a szerzői jogokat jelzi, nem szolgál a cikkben szereplő információk forrásmegjelöléseként.
- Ez a szócikk részben vagy egészben  a   Westneuguinea című német Wikipédia-szócikk fordításán alapul.  Az eredeti cikk szerkesztőit annak laptörténete sorolja fel. Ez a jelzés csupán a megfogalmazás eredetét és a szerzői jogokat jelzi, nem szolgál a cikkben szereplő információk forrásmegjelöléseként.